# 片桐且元
片桐 且元（かたぎり かつもと）は、安土桃山時代から江戸時代初期にかけての武将、大名。賤ヶ岳の七本槍の一人。
豊臣家の直参家臣で、豊臣姓を許される。関ヶ原の戦い以降は家老として豊臣秀頼に仕え、秀頼の命で、滅失していた方広寺大仏（京の大仏）および大仏殿の再建にあたった。しかし同寺院に納める梵鐘の鐘銘をめぐり方広寺鐘銘事件（京都大仏鐘銘事件）が生じ、大坂城を退出して徳川方に転じた。且元系片桐家初代で、大和国竜田藩初代藩主となる。弟に同国小泉藩主となった片桐貞隆がいる。

## 諱
天正12年（1584年）における小牧・長久手の戦いの6月5日付けの陣立書まで確認できるように、豊臣秀吉からは長らく助作（助佐）と呼ばれていた。翌天正13年（1585年）7月1日、従五位下・東市正に任じられた際より、直盛の使用が確認される。且元の使用は、慶長5年（1600年）9月の関ヶ原の戦いの始まる前のころと考えられている。この記事においては便宜上、名を且元に統一する。

## 生涯

### 出生
弘治2年（1556年）、近江国浅井郡須賀谷（滋賀県長浜市須賀谷）の浅井氏配下の国人領主・片桐直貞の長男として生まれた。母は不詳。信濃源氏の名族である片切氏は、伊那在郷の鎌倉御家人だったが、本流が片切郷に残る一方で、支流は承久年間以降に美濃国・近江に進出し、片桐に改姓した。戦国大名化した浅井氏に仕えるようになったのは直貞の代からという。須賀谷は浅井氏の本拠地・小谷城と山続きで、同城の支城の一つとして機能するほか、温泉が湧出するために湯治場としても利用されていた。
天正元年（1573年）9月1日、織田信長による浅井長政への攻撃で小谷城が陥落し、主君・浅井長政は自害した。落城前日（8月29日）の日付の浅井長政から片桐直貞に宛てられた感状が現存している。このことから、18歳の且元も一貫して浅井方として戦い、そして幼きころの浅井三姉妹や大野治長兄弟らとともに、落城を経験したと考えられる。且元が家督を継いだ時期は定かではない。

### 秀吉の直参衆

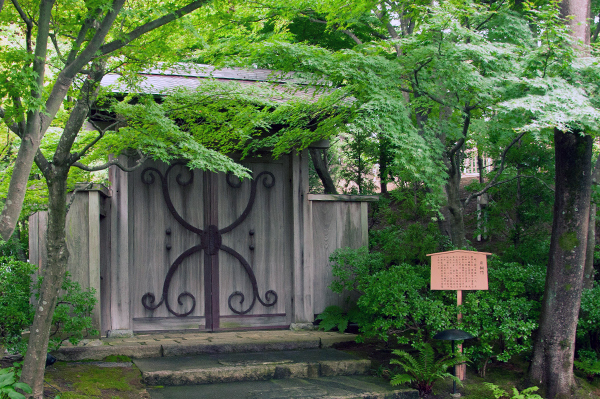
片桐門
天正18年（1590年）に且元が薬師寺の普請奉行を務めた際、馬上のまま出入りしたという宿舎の正門。MOA美術館内に移築されている。

羽柴秀吉は、浅井氏に変わって長浜城主及び北近江3郡の領主となり、多くの人材を募っていた。且元は、天正2年（1574年）以降から天正7年（1579年）までの間に、同じく近江国生まれの石田正澄・三成兄弟と同じように若くして秀吉に仕官した。毛利輝元に対する中国攻めにも従軍していたと考えられる。
天正11年（1583年）5月、信長死後に秀吉と対立した柴田勝家との賤ヶ岳の戦い（近江国伊香郡）で福島正則や加藤清正らとともに活躍し、一番槍の功を認められて賤ヶ岳の七本槍の一人に数えられた。この時、秀吉から戦功を賞されて摂津国内に3千石を与えられた。
天正12年（1584年）6月、小牧・長久手の戦いに従軍する。陣立書から他の七本槍とともに馬廻衆として150人を率いて本陣を守っていたと考えられる。
天正14年（1586年）7月1日、従五位下・市正に任官され、この時に豊臣姓を下賜された。同年、方広寺大仏殿（京の大仏）の建設で作事奉行を務めた（後年の再建工事でも且元が作事奉行を務める）。
以後奉行として活躍し、道作奉行としての宿泊地や街道整備などの兵站に関わっている。また所領のあった摂津国をはじめ、秀吉の支配領域の拡大に伴い、丹波国、大和国・伊予国など各地で、小堀正次・浅野長政・福島正則などとともに、検地奉行に携わるようになる。
天正15年（1587年）、九州征伐に従軍し、軍船の調達を担当する。
天正18年(1590年）、小田原征伐では、脇坂安治や徳川家臣とともに小田原城の接収に立ち会い、早川長政とともに鎌倉の鶴岡八幡宮の修復造営手配と所領安堵及び検地を行った。奥州仕置では出羽国秋田での検地のほか、浅利事件の調査に関わり、当事者の上洛を差配し、長束正家らに裁定を委ねた。
天正19年(1591年）、秀吉の三河国吉良での狩猟に随兵する。
秀吉の朝鮮出兵（文禄の役）では弟・貞隆とともに出征した。宮城豊盛とともに先発して街道の整備を行ったが、備前国より軍勢の延滞があったために、海路用の船の調達を指示されている。手勢はわずか200であったが、釜山（現在の釜山市）昌原城（馬山城）に駐在し、秀吉からの一揆衆のなで斬りや街道普請などの指令を取り次ぎ、2度の晋州城の戦いなどに参加した。
文禄2年（1593年）、講和に向けた休戦により、9月から10月に帰国した。
文禄3年（1594年）、伏見城普請を分担する。同年の文禄検地においては、摂津国、河内国北部の奉行となった。
文禄4年（1595年）、播磨国内などに5800石を加増され、本知の4200石とあわせて1万石となった。この所領は播磨、摂津、伊勢に点在していた。
文禄5年（1596年）閏7月13日に発生した慶長伏見地震以降は、その復興事業に関連した大坂の都市改造計画にかかわっていたとみられる。
慶長3年（1598年）3月15日の醍醐の花見では三の丸殿に御輿添頭（おこしぞえがしら、警護役）として随従する。同年8月15日、小出秀政らとともに秀頼の傅役（輔佐役）5名の1人として指名され、大坂城番の城詰めとして近侍することになった。

### 豊臣家家老
| 豊臣秀頼 |  | 徳川家康 |
| 豊臣秀頼 |  | 徳川家康 |

慶長4年（1599年）1月10日、豊臣秀頼が五大老・五奉行に伴われて伏見城から大坂城に遷った際、自邸のない徳川家康は伏見城に戻るまで、且元の屋敷に2泊している。以後2人は連絡を取り続けていくことになる。さらに同年閏3月に発生した石田三成襲撃事件の際に襲撃を主導した武断派諸将の別働隊として小出秀政と共に大坂城を占拠して城内を監督し、石田三成の入城を阻止した（このため、三成は伏見城へと脱出した）とする説もある。その後、大坂城の勤番体制が見直され、前田利長・徳川秀忠・石川光吉・石田正澄・石川一宗らとともに秀頼に直接言上できる立場を与えられている。慶長5年（1600年）、長束正家ら奉行衆より、小出秀政と且元は大坂城の所務の監督的な立場に、家康ら大老衆からは石田正澄、石川貞清・頼明兄弟とともに御奥の警護役に任じられている。
9月の関ヶ原の戦いでは文治派奉行衆を中心とした石田三成方（西軍）に付き、秀政、頼明、弟の貞隆などの旗本も加わる大津城の戦いに、増田長盛と同じく家臣を派遣したが、武断派武将らを中心に支持を得た家康方・東軍勝利の後は、長女を家康への人質に差し出し、豊臣と徳川両家の調整に奔走した。慶長6年正月に1万8千石の加増を受け、2万8千石を領する「小名」となり、大和竜田城を居城としている。閏3月には小出秀政とともに豊臣宗家の家老に取り立てられた。また同じころ、弟貞隆が1万5千石と茨木城を与えられている。
以降、家康の政治を幼い秀頼の代行として承認し、協力する立場となり、大坂総奉行と呼ばれる。当初は全国の蔵入地を総監する立場から、徳川氏の所務方の大久保長安の検地などに協力。また寺社奉行として、当初は豊臣公儀の政策だった畿内を中心とした多数の寺院復興事業に取り組む。慶長9年（1604年）に小出秀政が没して以降は唯一の家老となり、豊臣宗家の外交・財政を一手に取り仕切った。現在発見されている秀頼の発給文書131通のうち、且元が取次者となっているものは100通と大半を締めている。淀殿の信頼も厚く、「秀頼の親代わりとなってほしい」「（且元の忠節は）命ある限り忘れることはない」と手紙に記している。
慶長9年（1604年）、秀吉7回忌と同15年（1610年）の13回忌の大祭（臨時祭礼）で総奉行を務めた。また、朝廷との橋渡しを務めたほか、慶長14年（1609年）の後陽成天皇の寵姫と不良公家の乱行醜聞として悪名を轟かせた猪熊事件では、京都所司代の板倉勝重に協力した。
慶長10年（1605年）ごろからは、家康から豊臣家直轄地の摂津国・河内国・和泉国・小豆島を管轄する国奉行のような立場に任じられる。同年までを区切りに行われた本多正純による西国33国の郷帳・国絵図作成事業では、奉行担当国の絵図作成だけではなく、家康在所の伏見城内において全般的な実務にも当たっている。慶長13年（1608年）、河内国狭山藩の所領にまたがる狭山池の治水事業に当たっている。
慶長16年（1611年）、駿府城を本居としていた家康が4年ぶりに上洛。これより前に家康から秀頼に二条城での会見要請があり、秀頼の母・淀殿は「家康から大坂城へ来るべき」と難を示すが、且元が「関東と不和となり合戦起こらんこと必定」と上洛を説得をして会見を実現させた。その際に吉凶を占ったクジで大凶を引くと、吉に書き直させたという。3月28日の二条城会見では且元も同席した。
同年の禁裏普請では、大坂方で3万石を負担した。
既に慶長11年（1606年）には、家康らの意向に沿って管轄内にキリスト教禁止令を発布していたが、慶長19年（1614年）には、前年公布の以心崇伝が起草した禁止令に従い、教会を打ち壊して棄教政策を徹底し、53人を肥前国長崎へ送った。

### 方広寺鐘銘事件（京都大仏鐘銘事件）

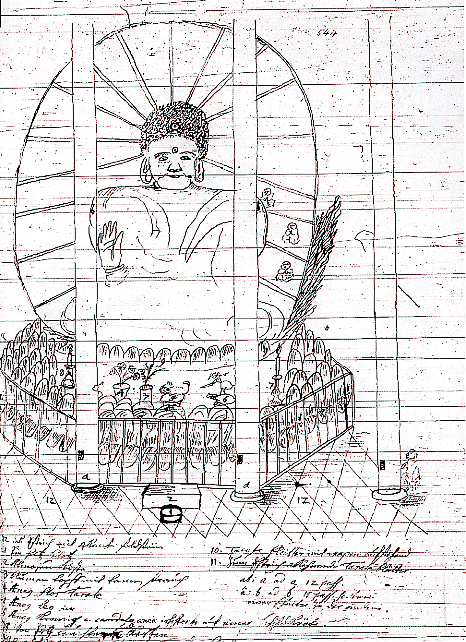
エンゲルベルト・ケンペルの方広寺大仏（京の大仏）のスケッチ。ただしこのスケッチに描かれている大仏は寛文7年 (1667年) 再建の3代目大仏で、秀頼の再建した2代目大仏ではない。

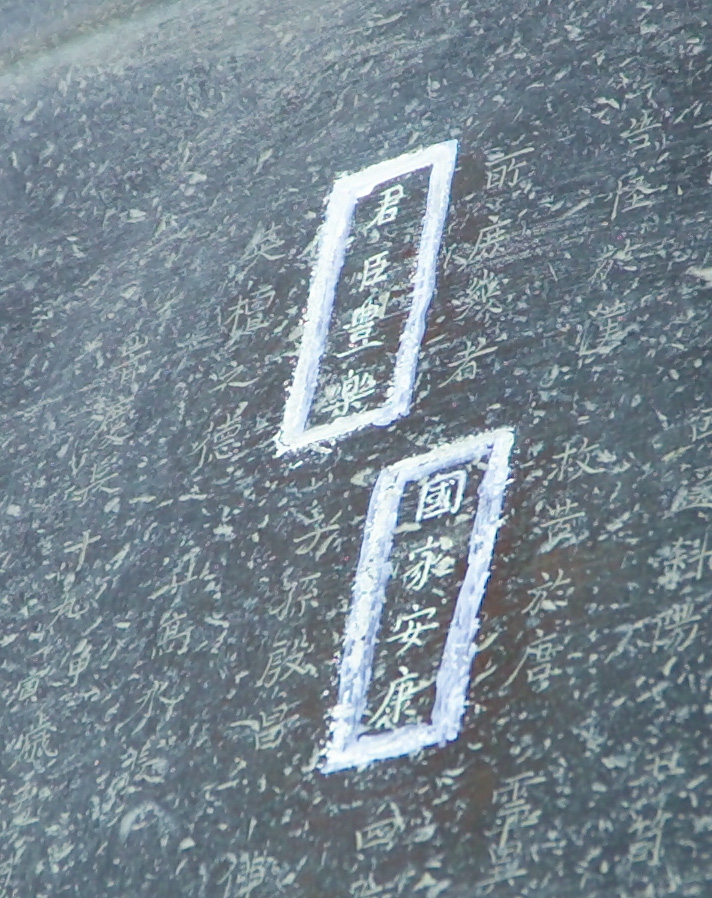
方広寺鐘銘
「国家安康」「君臣豊楽」

慶長19年（1614年）3月、再建開始から10数年を経て方広寺大仏（京の大仏）および大仏殿がほぼ完成し、秀頼の名において全国から鋳物師を集めた。
銘文を南禅寺長老の文英清韓に選定させていた梵鐘も4月には完成し、奉行代表として「片桐東市正豊臣且元」の名が刻まれた。棟札の書は三井寺長吏の興意法親王による。
5月、家康は且元に対して方広寺の供養の導師に真言宗仁和寺門跡の覚深法親王を指名する。
7月、後水尾天皇より、大仏開眼法要を天台宗妙法院門跡の常胤法親王を指名する勅命が下される。
家康は開眼法要を8月3日、堂法要の日取りを秀吉の命日である8月18日という指示を出した。18日は、秀吉17回忌の大祭の日となっていたため、且元は、両法要を8月3日とし、早天（早朝）に常胤法親王を開眼、堂法要の導師を覚深法親王とし、終日天台宗僧侶を上座とする。
7月末、板倉勝重から家康への報告により、鐘銘、棟札、座席などに疑惑がかけられる方広寺鐘銘事件（京都大仏鐘銘事件）が起こる。崇伝と本多正純を中心に調査が行われ、板倉勝重により大仏開眼および供養は延期が決定される。8月13日の夜、大坂城下が静まらない中、且元、大野治長、清韓などが駿府へ派遣される。17日に鞠子宿にて清韓が駿府奉行に囚えられる。
8月18日に銘文に対して崇伝が住職を務める臨済宗の南禅寺及びその下位に属する京都五山の7人の僧侶に検証が命じられ　清韓が銘文に隠し題として「国家安康」と家康の諱を用いたことは不敬とみなされ、更に林羅山より呪詛などと批難された。
19日の入府より、且元は、崇伝らへの弁明に務めたが、家康との会見もないままだった。しかし、29日に駿府入りした大蔵卿局は家康とすんなり面会となり、鐘銘のことも話題とならずに丁寧に扱われ、家臣の山本豊久は「騙し合い」と評している。9月8日、崇伝より、大蔵卿局とともに、「大御所様の機嫌は悪くないので、大坂で話し合いした上で、以降も徳川家と豊臣家の間に疎遠や不審のないような対策を決め、江戸に盟約書を参じてもらいたい」と伝えられ、9月12日に帰坂する。
徳川家に譲歩の姿勢がないと見て取った且元自身によるものか、裏で崇伝らに半ば言い含められたものかは不明だが、戦争を避けるために「秀頼の駿府と江戸への参勤」、「淀殿を江戸詰め（人質）とする」、「秀頼が大坂城を出て他国に移る」の中からひとつを早急に選ぶことを提案するが、大野治房や渡辺糺といった淀殿の側近たちから家康との内通を疑われるようになる。
以上は通説であるが、近年の研究によると且元と大蔵卿局は共に同じ場所で、徳川方から同じ内容を聞いていたとする説が出され、このことから徳川方による分断工作は行われていなかったとされている。2人の帰坂の日程、そして2人が行った交渉からも、2人は共に帰り、駿府にて出された条件について話し合ったと考えられる。

### 大坂からの退去

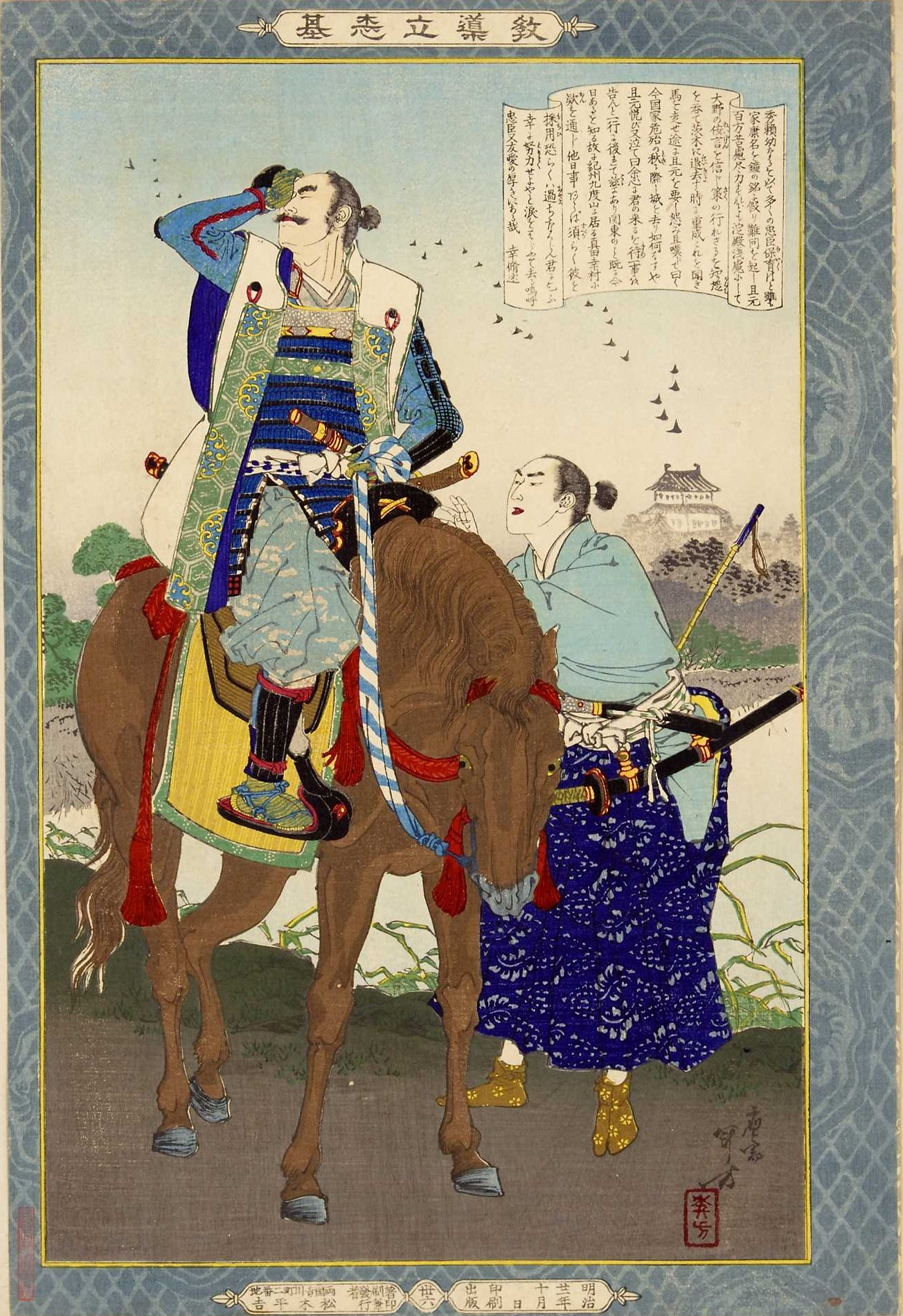
『教導立志基』「片桐正一」（水野年方筆）。大坂から退去する且元をとどめようと追いかけてきた木村重成に、且元が別れを告げる場面を描き、詞書の最後には「嗚呼忠臣又友愛の厚きにある哉」とあるが、実際の重成は且元の大坂退去に一役買っている。

9月23日、織田信雄より薄田兼相らを討手とする暗殺計画を知らされ屋敷に篭り守りを固めた。且元殺害を企てているとされたものは、木村重成、渡辺糺、石川貞政、青木一重、薄田兼相の名が史料に残っている。また京都所司代の板倉勝重は大野治長と織田頼長による且元暗殺計画があったと把握している。秀頼や淀殿と何度か手紙のやり取りがあったものの、隣りにある織田有楽斎の屋敷との間で、互いの家臣が武装して警戒し合う事態となっていた。また大野治長らが軍勢を集めたこともあり、且元側でも防備を固めた。しかしこれは武装解除を命じた秀頼・淀殿の意に沿わない行為であり、且元が寺に入って隠居するよう命じられた。27日には織田有楽・大野治長からの人質を預かって大坂城外の下屋敷に移り、そこで蔵米や金などの勘定の引き継ぎ作業を行った。且元の大坂城からの退去と同時期に、織田信雄や織田信則・石川貞政など複数の重臣・親族衆も大坂城から退去している。秀頼は家康・秀忠・京都所司代板倉勝重宛に且元が自分の屋敷に軍勢を集め「不届」であったと伝える使者を送っているが、これを聞いた家康は激怒した。板倉勝重は28日の本多忠政宛書状で、必ず戦争になるから準備しておいたほうがいいという趣旨を伝えている。『義演准后日記』では「大坂が家康に敵対の態度をとった」と解釈している。
10月1日の明け方ごろ、一族・家臣を率き連れ、弟の貞隆らとともに大坂より退去した。且元は平服であったが、貞隆以下家臣たちは皆武装をしていた。人数は四千人ほどであったという。河内国荒川で治長・有楽からの人質を返し、貞隆の茨木城へ入った。同時期には秀頼や有楽から幕府側に、家康への敵対は考えていないという書状が送られているが、相手にされなかった。また同日、家康は大坂城攻めの出陣を決定している。10月5日、本多正純から大坂への出兵と、且元が無事に茨木城に退去したことを聞いた家康が喜んだという書状が送られている。

### 大坂の陣

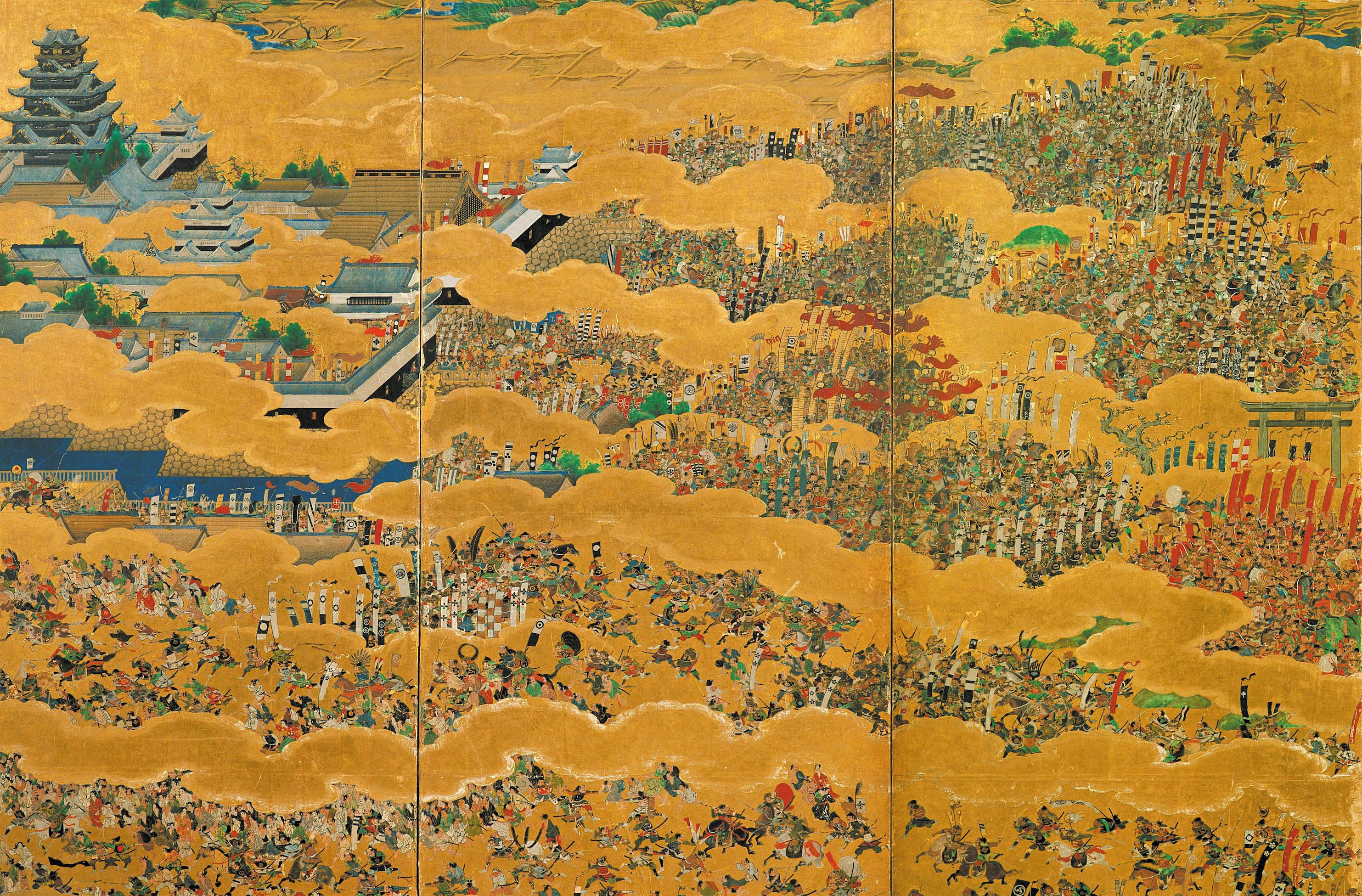
「大坂夏の陣図屏風」右隻
（部分、大阪城天守閣収蔵）

10月10日、且元は土佐国へ大坂への米の回送を禁じている。10月12日には家臣の多羅尾半左衛門を300の兵で堺の救援に向かわせたが、迎撃されて半左衛門は戦死に至る。自らも本隊を率いて、海路を進むために尼崎の港を目指したが、上手くいかずに逃げ帰る。10月15日には茨木城が攻撃されることが懸念されるようになり、板倉勝重に援兵を依頼している。
家康が二条城に到着した23日には軍議に加わり、先鋒を命じられる。11月1日には小豆島周辺3か国に物資の回送と大坂城の経済封鎖を命じ、3日には絵図の制作にあたり、5日には今井宗薫ら堺衆の奮戦を賞賛するなど、徳川方に協力をした。また11月5日には大坂城包囲を命じられている。12月16日より行われた真田丸への攻撃では、18日から且元も家康の砲術方の数十人を率いてこれに加わり、備前島から本丸の淀殿近くへの砲撃などを行った。この戦果が大坂方を講和の席につかせる一つの契機となった。冬の陣の講和後、且元は一万石の加増を受けている。
慶長20年（1615年）1月に隠居を願い出たが許されず、竜田や伏見などに転居の後、4月は駿府に屋敷が与えられた。江戸への拝謁の途上で夏の陣が起こると、4月26日の夜半には竜田城の周辺へ放火が行われた。
5月6日午後、且元は道明寺に到着。7日早朝、久宝寺で将軍・徳川秀忠麾下の弟・貞隆の隊に合流し、軍監・石川貞政、蒔田広定ら諸将と会した。且元・貞隆隊は岡山口への布陣を命じられた。初陣の嫡男・片桐孝利には家臣の梅戸八右衛門を付けて送っている。
大坂城の落城後、大野治長が秀頼や淀殿が山里丸にいることを、彼らの助命嘆願の依頼とともに且元へ知らせてきたので秀忠に通報するも、豊臣氏は助命叶わず滅亡した。

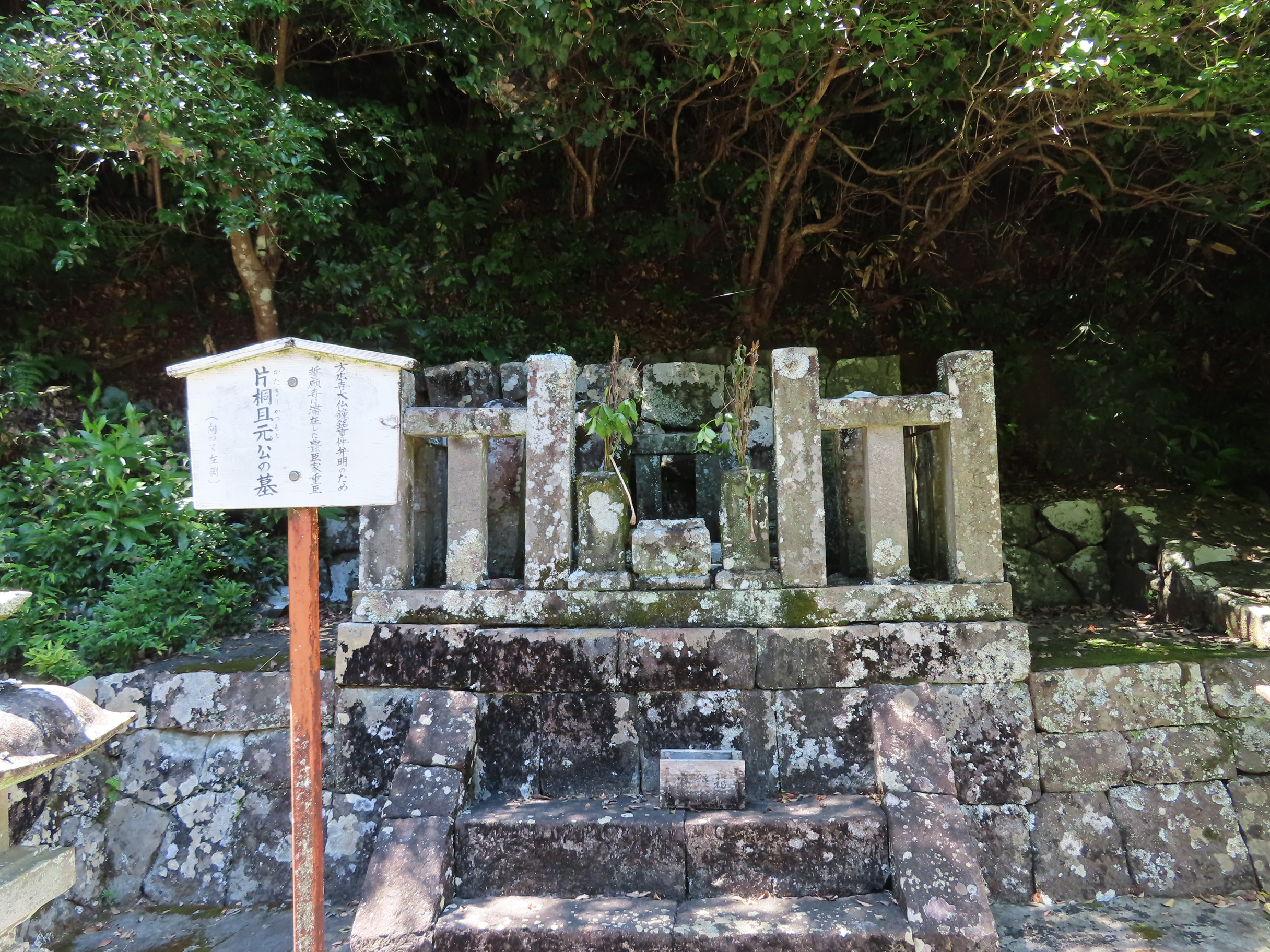
誓願寺（静岡市駿河区）にある片桐且元の墓

且元は前年より咳病を患い、家康より送られた片山宗哲の診察を受けていたが、大坂夏の陣から20日ほどした5月28日に京屋敷にて60歳で死亡した。 葬儀は大徳寺で行われた。
且元の跡は嫡男の孝利が跡を継いだが、竜田藩1万石はその甥で4代片桐為次が早世したことで明暦元年（1655年）に無嗣断絶となった。こうして且元の系統は絶えたが、大和小泉藩1万1千石の藩主となった弟・片桐貞隆の家系は明治まで大名として存続し、その子孫は明治になって子爵に叙せられている。

## その他

### 逸話

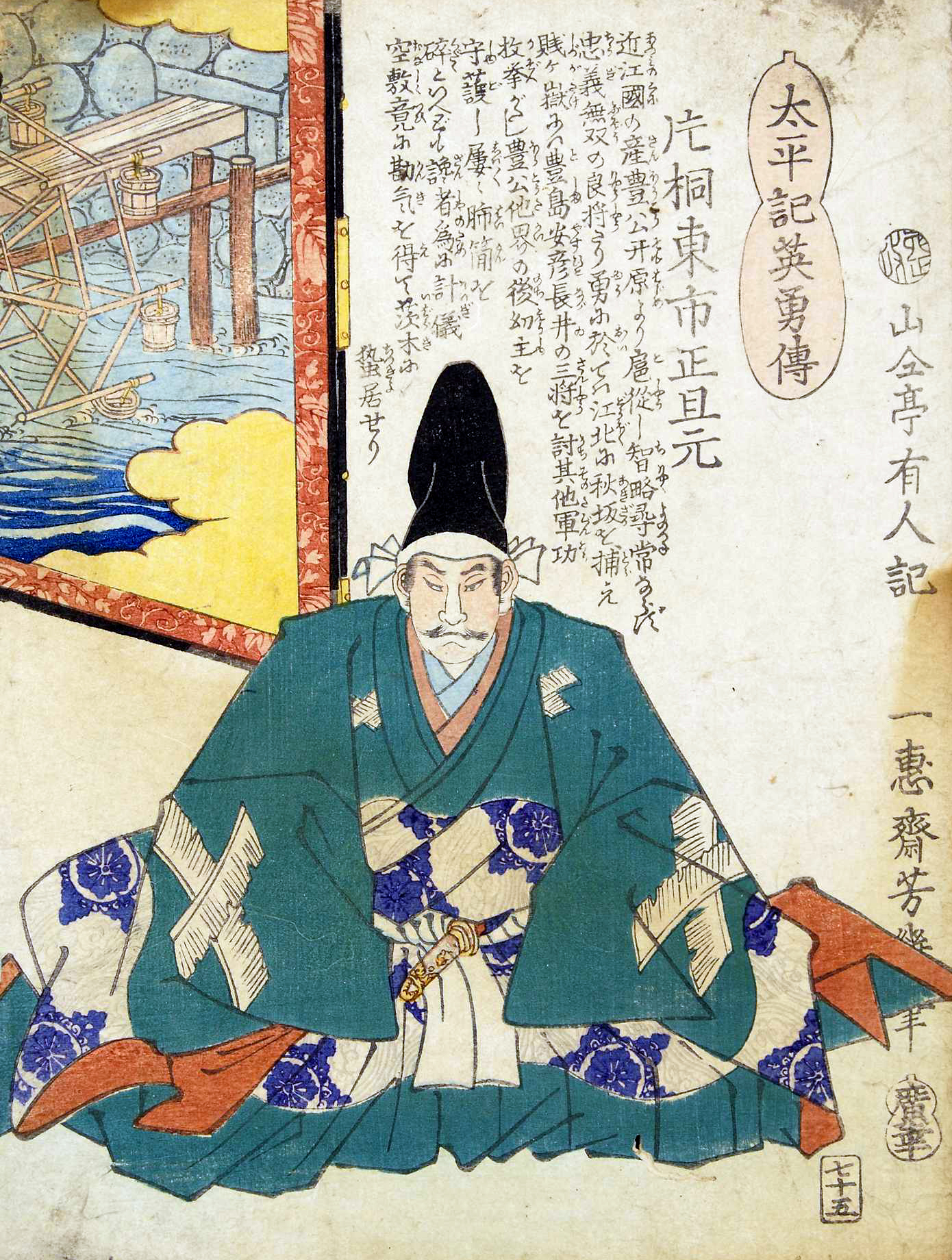
片桐東市正且元（落合芳幾画「太平記英勇伝七十五」より）

- 兄の賢珍を継いで、天正17年（1589年）に近江国草津の芦浦観音寺の住職と、近江国と大和国で合わせて4万石の蔵入地の代官となる詮舜が、豊臣秀吉に若き日の且元と石田三成の教育を命じられたという逸話がある[2]。
- 丹波国木津村と播磨国清水寺の国境界争論の裁許を行い、清水寺側から御礼を受け取っている[2]。
- 高野山の石高の脱申告が発覚した際には、早川長政とともに派遣され、木食応其などから調査を行っている[注釈 27]。
- 『絵本太閤記』に、山崎の戦い決着後の夜に、死体を装って秀吉に不意打ちしようとした明智光秀の側近の明智光近を討ったという且元の活躍の記述がある。
- 『多田雪霜談』によると、天正14年（1586年）、秀吉により摂津山下城主・塩川長満の攻撃を、池田輝政、堀尾吉晴とともに命じられた。山崎の戦いで光秀に味方し逃亡した地黄城の能勢頼次の旧領は長満の領地となっていたが、後に秀吉の命で頼次に戻されており、それを九州征伐で頼次が留守になったところで長満が再領有しよう攻撃したためだという。ただし『川西市史』ではこれを別説とし、『高代寺日記』によれば、塩川氏の取り潰しの原因はお家騒動だと記している。また『能勢町史』によると、頼次は島津義弘が能勢郡を在京賄料として拝領していた天正年間に、野間神社の再興願いを聞き遂げられており、秀吉の死後には徳川家康に取り立てられ、関ヶ原の戦いの後に3千石で再興となる。その後、大坂夏の陣の出陣による留守中に、大坂方となった長満の子の塩川頼面が領内に攻め込み、それを頼次を含めた徳川軍が破り、頼次は5377石に加増されている。
- 慶長11年（1606年）、江戸城普請において、京都所司代の板倉勝重らによる畿内の職人の派遣に協力している。
- 慶長19年（1614年）、豊臣家と徳川家の関係は緊張が高まり、2月17日には家康はイギリス商人のウィリアム・アダムスより大砲、弾薬、鉛600キログラムを購入している。『東武談叢』などによると、前田利長に豊臣家の織田長益と大野治長から、調練の依頼及び軍資金と兵糧の準備完了を報告する密書が送られており、利長は家康へ転送している。6月22日、徳川家康より且元と大野治長は、豊臣家が浪人を召し抱えて調練に励んでいるという風評への憂慮を告げられ、その一方でそれぞれ5千石の加増を受けたとしている。ただし『梵舜日記』によると、加増を受けて挨拶に出向いたのは弟の貞隆で、且元は京都にいる。28日には梵鐘を架けての撞き初めの式を行う。
- 9月、釈明から帰坂する前、「文学に明るくないので罪には問わない。徳川家と豊臣家の関係修復をお願いしたい」と伝えられたとする[5]。

### 評価
- フランスのイエズス会宣教師ジャン・クラッセ（英語版）によって書かれた『日本西教史』には、「イチノカミ（且元）は公方と同じく性質は狡猾で、公方に大坂城と秀頼を服従させる密約を持ち、露見して公方の下へ脱出すると、大坂城には軍備や兵士不足により容易に勝てると告げた」とある[66]。
- 軍学者小幡景憲の聞書である『翁物語』、大坂の陣を描いた軍記物語『難波戦記』では、且元は豊臣家の忠臣であり、徳川との戦いを回避しようとする人物として描かれている[67]。且元が秀頼らに提案した3案は、家康が死去するまでの時間稼ぎ策だったとしている[68]。こうした且元忠臣論は『厭蝕太平楽記』や『本朝盛衰記』などの実録物に受け継がれ、江戸時代においては且元は忠臣であるという評価が一般的になった[69]。
- 江戸時代中期の随筆家神沢杜口は『翁草』においてこうした且元忠臣論・大野治長奸臣論に反駁し、「忠義面した且元は大坂に弓を引いた。悪人と憎まれた大野治長は運命を共にした」と評した[70]。また逸話集『武将感状記』では、農民に不忠者であると難詰された且元が、一言も反論できずに押し黙り、家康はこの農民を許したという話があるなど、且元が不忠であるという意見も存在していた[71]。
- 坪内逍遥の戯曲『桐一葉』は苦悩する忠臣である且元の姿を描いた作品であり、人気を博した[72]。
- 歴史学者の桑田忠親は且元が夏の陣において秀頼母子の居場所を秀忠に報告したことなどを上げ、「本当の裏切り者」と酷評している[71]。
- 歴史学者の辻善之助は講演『片桐且元論』において、且元は非常に偉い人間でもなく、悪人でもなく、平凡な人間であったと評している[73]。『山本日記私記』には早くも見られるが、『山本日記』自体には無いもので、後年の編者などに書き加えられたものとしている[疑問点 – ノート]

## 系譜
- 父：片桐直貞
- 母：不詳
- 正室：片桐俊元（半右衛門）娘
- 生母不明の子女
  - 男子：采女
  - 次男：片桐孝利（1601-1638）
  - 四男：片桐為元（1611-1654） - 片桐孝利の養子
  - 女子：片桐孝利養女 - 成瀬之成継室
  - 女子：小出某室
  - 女子：畠山政信正室